# Liste der Kulturdenkmale der Eisenbahnstrecke Chemnitz–Aue–Adorf

Eisenbahnstreckenkarte Chemnitz–Aue–Adorf

Die Liste der Kulturdenkmale der Eisenbahnstrecke Chemnitz–Aue–Adorf enthält die Kulturdenkmale des denkmalgeschützten Abschnitts Schönheide–Muldenberg der Bahnstrecke Chemnitz–Aue–Adorf, die in der Denkmalliste des Freistaates Sachsen unter der ID-Nr. 09247513 als Sachgesamtheit ausgewiesen sind.
Diese Sachgesamtheit besteht aus Sachgesamtheitsbestandteilen und Einzeldenkmalen des Streckenabschnittes zwischen dem Bahnhof Schönheide Ost (km 71,275) und dem Bahnhof Muldenberg (km 89,400), die in den Denkmallisten der einzelnen Gemeinden und Ortsteile Schönheide mit OT Wilzschhaus im Erzgebirgskreis sowie Muldenhammer, OT Morgenröthe-Rautenkranz und Grünbach, OT Muldenberg im Vogtlandkreis zu finden sind.

Die Anmerkungen sind zu beachten.
Diese Liste ist eine Teilliste der Liste der technischen Denkmale im Erzgebirgskreis und der Liste der technischen Denkmale im Vogtlandkreis. Diese Liste ist eine Teilliste der Liste der technischen Denkmale in Sachsen.

## Legende
- Bild: Bild des Kulturdenkmals, ggf. zusätzlich mit einem Link zu weiteren Fotos des Kulturdenkmals im Medienarchiv Wikimedia Commons. Wenn man auf das Kamerasymbol klickt, können Fotos zu Kulturdenkmalen aus dieser Liste hochgeladen werden:
- Bezeichnung: Denkmalgeschützte Objekte und ggf. Bauwerksname des Kulturdenkmals
- Lage: Straßenname und Hausnummer oder Flurstücknummer des Kulturdenkmals. Die Grundsortierung der Liste erfolgt nach dieser Adresse. Der Link (Karte) führt zu verschiedenen Kartendiensten mit der Position des Kulturdenkmals. Fehlt dieser Link, wurden die Koordinaten noch nicht eingetragen. Sind diese bekannt, können sie über ein Tool mit einer Kartenansicht einfach nachgetragen werden. In dieser Kartenansicht sind Kulturdenkmale ohne Koordinaten mit einem roten bzw. orangen Marker dargestellt und können durch Verschieben auf die richtige Position in der Karte mit Koordinaten versehen werden. Kulturdenkmale ohne Bild sind an einem blauen bzw. roten Marker erkennbar.
- Datierung: Baubeginn, Fertigstellung, Datum der Erstnennung oder grobe zeitliche Einordnung entsprechend des Eintrags in der sächsischen Denkmaldatenbank
- Beschreibung: Kurzcharakteristik des Kulturdenkmals entsprechend des Eintrags in der sächsischen Denkmaldatenbank, ggf. ergänzt durch die dort nur selten veröffentlichten Erfassungstexte oder zusätzliche Informationen
- ID: Vom Landesamt für Denkmalpflege Sachsen vergebene, das Kulturdenkmal eindeutig identifizierende Objekt-Nummer. Der Link führt zum PDF-Denkmaldokument des Landesamtes für Denkmalpflege Sachsen. Bei ehemaligen Kulturdenkmalen können die Objektnummern unbekannt sein und deshalb fehlen bzw. die Links von aus der Datenbank entfernten Objektnummern ins Leere führen. Ein ggf. vorhandenes Icon  führt zu den Angaben des Kulturdenkmals bei Wikidata.

## Eisenbahnstrecke Chemnitz–Aue–Adorf, Abschnitt Schönheide–Muldenberg
Die Eisenbahnstrecke wurde 1875 eröffnet und im Jahr 1975 durch den Bau der Talsperre Eibenstock zwischen Wolfsgrün und Schönheide Ost unterbrochen.
Der Betrieb auf dem Streckenabschnitt Schönheide–Muldenberg wurde 1994 eingestellt. Lediglich auf dem Teilabschnitt von Schönheide-Süd bis Hammerbrücke wird eine Museumsbahn betrieben.
Diese Liste enthält alle Sachgesamtheitsbestandteile und Einzeldenkmale, die denkmalpflegerisch zur Sachgesamtheit dieses Teilstücks der Eisenbahnstrecke gehören. Die historische Bedeutung der Einzeldenkmale dieser Strecke ergibt sich aus dem Denkmaltext des Landesamts für Denkmalpflege Sachsen: „Bedeutsames Denkmal der sächsischen Eisenbahngeschichte, technikgeschichtlicher und regionalhistorisch bedeutsamer Teilabschnitt mit ortsgeschichtlichem Wert.“

Die Liste ist entsprechend der örtlichen Lage an der Strecke von Schönheide nach Muldenberg gegliedert.
| Bild                                    | Bezeichnung | Lage                                                            | Datierung                   | Beschreibung | ID       |
| --------------------------------------- | --- | --------------------------------------------------------------- | --------------------------- | --- | -------- |
| Direkt Bild zu diesem Denkmal hochladen | Sachgesamtheit Eisenbahnstrecke Chemnitz–Aue–Adorf, Abschnitt Schönheide–Muldenberg                                                                              | Grünbach, OT Muldenberg, Am Bahnhof 1, 4, 6, 7, 9 (Karte)       | 1875                        | Sachgesamtheit Eisenbahnstrecke Chemnitz–Aue–Adorf, Abschnitt Schönheide–Muldenberg: Gleiskörper, Technik und alle Hochbauten sowie Brücken der Eisenbahnstrecke, sowie mit Gleisanlagen, Signal-, Sicherungs- und Fernmeldeanlagen, Bahnsteigbeleuchtung, Gleisfeldbeleuchtung und Streckenkilometrierung, eiserne Wasserleitung parallel zur Eisenbahnstrecke (als Sachgesamtheitsteile) und Einzeldenkmalen im OT Muldenberg; Teilstück der Eisenbahnstrecke Chemnitz–Aue–Adorf zwischen Bahnhof Schönheide Ost (km 71,275) und Bahnhof Muldenberg (km 89,400) – von technikgeschichtlichem und regionalhistorischem Wert, bedeutsames Denkmal der Eisenbahngeschichte. | 09247513 |
| Weitere Bilder                          | Sachgesamtheitsbestandteil der Sachgesamtheit Eisenbahnstrecke Chemnitz–Aue–Adorf, Abschnitt Schönheide–Muldenberg, Teilabschnitt Schönheide, OT Schönheide      | Schönheide, Muldenstraße (Karte)                                | Ende 19. Jh.                | Teilstück der Eisenbahnstrecke Chemnitz–Aue–Adorf zwischen Bahnhof Schönheide Ost und Bahnhof Muldenberg – eisenbahntechnische Zeugnisse der verkehrshistorischen Entwicklung, mit technikgeschichtlicher und lokalhistorischer Relevanz. | 08959219 |
|                                         | Zwei Lokomotiven im Lokschuppen des Gleisanschlusses und Bahnwärterhaus (Einzeldenkmale zu ID-Nr. 08959219)                                                      | Schönheide, Muldenstraße 10 (Karte)                             | Ende 19. Jh.                | Einzeldenkmale der Sachgesamtheit Eisenbahnstrecke Chemnitz–Aue–Adorf, Abschnitt Schönheide–Muldenberg, Teilabschnitt OT Schönheide: eisenbahntechnische Zeugnisse der verkehrshistorischen Entwicklung mit technikgeschichtlicher und lokalhistorischer Relevanz, weitgehend authentisch erhalten. - Bahnwärterhaus bei km 73,110 (ohne Wirtschaftsgebäude/Nebengebäude) als eingeschossiger Typenbau über annähernd quadratischem Grundriss, flach geneigtes Satteldach mit Überstand. | 09302602 |
| Weitere Bilder                          | Sachgesamtheitsbestandteil der Sachgesamtheit Eisenbahnstrecke Chemnitz–Aue–Adorf, Abschnitt Schönheide–Muldenberg, Teilabschnitt Schönheide, OT Wilzschhaus     | Schönheide-Wilzschhaus, Wilzschhaus 3 (Karte)                   | Ende 19. Jh.                | Teilstück der Eisenbahnstrecke Chemnitz–Aue–Adorf zwischen Bahnhof Schönheide Ost und Bahnhof Muldenberg – eisenbahntechnische Zeugnisse der verkehrshistorischen Entwicklung, mit technikgeschichtlicher, landschaftsbildprägender und lokalhistorischer Relevanz. Sachgesamtheitsbestandteil des Teilabschnitts Schönheide, OT Wilzschhaus mit den Einzeldenkmalen: Bahnhofsgebäude Schönheide-Süd (früher Bhf. Wilzschhaus) mit Nebengebäude, Güterschuppen und Draisinen-Schuppen (Einzeldenkmale ID-Nr. 08957086). | 08959218 |
| Weitere Bilder                          | Bahnhofsgebäude Schönheide-Süd (früher Bhf. Wilzschhaus) mit Nebengebäude, Güterschuppen und Draisinen-Schuppen (Einzeldenkmale zu ID-Nr. 08959218)              | Schönheide-Wilzschhaus, Wilzschhaus 3 (Karte)                   | 1892–1893 (Empfangsgebäude) | Eröffnung der Strecke 1875, im Zusammenhang mit dem Bau der Schmalspurbahn Wilkau-Haßlau – Schönheide/Wilzschhaus 1892/93 neues Empfangsgebäude errichtet, von orts- und verkehrsgeschichtlicher Bedeutung. | 08957086 |
| Direkt Bild zu diesem Denkmal hochladen | Sachgesamtheitsbestandteil der Sachgesamtheit Eisenbahnstrecke Chemnitz – Aue – Adorf, Abschnitt Schönheide – Muldenberg, Teilabschnitt Eibenstock, OT Carlsfeld | Eibenstock, OT Carlsfeld (Karte)                                | Ende 19. Jahrhundert        | Teilstück der Eisenbahnstrecke Chemnitz–Aue–Adorf zwischen Bahnhof Schönheide Ost und Bahnhof Muldenberg – eisenbahntechnische Zeugnisse der verkehrshistorischen Entwicklung, mit technikgeschichtlicher und lokalhistorischer Relevanz. | 09306076 |
| Weitere Bilder                          | Sachgesamtheitsbestandteil der Sachgesamtheit Eisenbahnstrecke Chemnitz–Aue–Adorf, Teilabschnitt Muldenhammer, Ortsteil Morgenröthe-Rautenkranz                  | Morgenröthe-Rautenkranz, Morgenröther Straße 2 (Karte)          | 1875                        | Teilstück der Eisenbahnstrecke Chemnitz–Aue–Adorf zwischen Bahnhof Schönheide Ost und Bahnhof Muldenberg – technikgeschichtlich und regionalhistorisch bedeutsam. | 09247512 |
| Direkt Bild zu diesem Denkmal hochladen | Bahnwärterhaus (Einzeldenkmal zu ID-Nr. 09247512) | Morgenröthe-Rautenkranz, Morgenröther Straße 2 (Karte)          | 1875                        | Einzeldenkmal der Sachgesamtheit Eisenbahnstrecke Chemnitz–Aue–Adorf, Abschnitt Schönheide–Muldenberg – technikgeschichtlich und regionalhistorisch von Bedeutung. Teilabschnitt Muldenhammer, Ortsteil Morgenröthe-Rautenkranz: Bahnwärterhaus mit Schuppen. | 09302600 |
| Weitere Bilder                          | Sachgesamtheitsbestandteil der Sachgesamtheit Eisenbahnstrecke Chemnitz–Aue–Adorf, Teilabschnitt Muldenhammer, Ortsteil Tannenbergsthal                          | Tannenbergsthal-Jägersgrün, Klingenthaler Straße 60c (Karte)    | 1875                        | Teilstück der Eisenbahnstrecke Chemnitz–Aue–Adorf zwischen Bahnhof Schönheide Ost und Bahnhof Muldenberg – technikgeschichtlich und regionalhistorisch bedeutsam. | 09246544 |
| Direkt Bild zu diesem Denkmal hochladen | Sachgesamtheitsbestandteil der Sachgesamtheit Eisenbahnstrecke Chemnitz–Aue–Adorf, Teilabschnitt Muldenhammer, Ortsteil Tannenbergsthal                          | Tannenbergsthal-Jägersgrün, Am Hochmoor 10 (Karte)              | 1875                        | Teilstück der Eisenbahnstrecke Chemnitz–Aue–Adorf zwischen Bahnhof Schönheide Ost und Bahnhof Muldenberg – technikgeschichtlich und regionalhistorisch bedeutsam. Teilabschnitt Muldenhammer, OT Tannenbergsthal, mit den Sachgesamtheitsteilen: Gleisanlagen, Signal-, Sicherungs- und Fernmeldeanlagen, Bahnsteig- und Gleisfeldbeleuchtung und Streckenkilometrierung sowie mit folgenden Bestandteilen als weitere Sachgesamtheitsteile: km 83,730 Bahnwärterhaus mit Nebengebäude und beschrankter Bahnübergang eines Wirtschaftsweges. | 09246544 |
| Direkt Bild zu diesem Denkmal hochladen | Sachgesamtheitsbestandteil der Sachgesamtheit Eisenbahnstrecke Chemnitz–Aue–Adorf, Teilabschnitt Auerbach/Vogtl., OT Beerheide                                   | Beerheide (Karte)                                               | 1875                        | Teilstück der Eisenbahnstrecke Chemnitz–Aue–Adorf zwischen Bahnhof Schönheide Ost und Bahnhof Muldenberg – technikgeschichtlich und regionalhistorisch bedeutsam. | 09247514 |
| Direkt Bild zu diesem Denkmal hochladen | Sachgesamtheitsbestandteil der Sachgesamtheit Eisenbahnstrecke Chemnitz–Aue–Adorf, Teilabschnitt Muldenhammer, Ortsteil Hammerbrücke                             | Hammerbrücke-Friedrichsgrün, Friedrichsgrüner Straße 80 (Karte) | 1875                        | Teilstück der Eisenbahnstrecke Chemnitz–Aue–Adorf zwischen Bahnhof Schönheide Ost und Bahnhof Muldenberg mit den Einzeldenkmalen: bei km 85,520 Bahnwärterhaus mit Nebengebäude und Brunnen sowie mit den Sachgesamtheitsteilen: Gleisanlagen, Signal-, Sicherungs- und Fernmeldeanlagen, Bahnsteig- und Gleisfeldbeleuchtung, Streckenkilometrierung und einzelnen Bestandteilen als weitere Sachgesamtheitsteile – technikgeschichtlicher und regionalhistorisch bedeutsamer Teilabschnitt mit ortsgeschichtlichem Wert. | 09247515 |
| Weitere Bilder                          | Sachgesamtheitsbestandteil der Sachgesamtheit Eisenbahnstrecke Chemnitz–Aue–Adorf, Teilabschnitt Muldenhammer, OT Hammerbrücke                                   | Hammerbrücke, Am Bahnhof 1 (Karte)                              | 1875                        | Teilstück der Eisenbahnstrecke Chemnitz–Aue–Adorf zwischen Bahnhof Schönheide Ost und Bahnhof Muldenberg – technikgeschichtlicher und regionalhistorisch bedeutsamer Teilabschnitt mit ortsgeschichtlichem Wert. | 09247515 |
| Weitere Bilder                          | Bahnhof Hammerbrücke (Einzeldenkmale zu ID-Nr. 09247515) | Hammerbrücke, Am Bahnhof 1 (Karte)                              | 1875                        | Einzeldenkmale der Sachgesamtheit Eisenbahnstrecke Chemnitz–Aue–Adorf, Abschnitt Schönheide–Muldenberg, Teilabschnitt Muldenhammer, OT Hammerbrücke – ortsgeschichtlicher Wert. | 09302601 |
| Weitere Bilder                          | Bahnhof Muldenberg (Einzeldenkmale zu ID-Nr. 09247513) | Muldenberg, Am Bahnhof 1 (Karte)                                | 1875                        | Einzeldenkmale der Sachgesamtheit Eisenbahnstrecke Chemnitz–Adorf, Abschnitt Schönheide–Muldenberg: Empfangsgebäude mit Bahnsteigüberdachung und angebauter Wartehalle sowie altes Stationsschild am Bahnsteig – ortshistorisch bedeutsames technisches Denkmal der Eisenbahngeschichte. | 09301758 |
| Direkt Bild zu diesem Denkmal hochladen | Eisenbahnerwohnhaus (Einzeldenkmale zu ID-Nr. 09247513) | Muldenberg, Am Bahnhof 4 (Karte)                                | 1886–1900                   | Einzeldenkmal der Sachgesamtheit Eisenbahnstrecke Chemnitz–Aue–Adorf, Abschnitt Schönheide–Muldenberg – sozialhistorisches Zeugnis. Eisenbahner-Wohnhaus (Bahnmeistereihaus) einer Eisenbahnersiedlung: Zweigeschossiger Klinkerbau auf T-förmigem Grundriss, Granitsockel, Drempelgeschoss, Eingangsrisalit mit Treppenhaus, Rechteckfenster, alte Fenster, im Drempel und Giebel kleine Rechteckfenster, Satteldach (Pfettendach), Schiefer. | 09246646 |
| Direkt Bild zu diesem Denkmal hochladen | Eisenbahnerwohnhaus (Einzeldenkmale zu ID-Nr. 09247513) | Muldenberg, Am Bahnhof 6 (Karte)                                | 1886–1900                   | Einzeldenkmal der Sachgesamtheit Eisenbahnstrecke Chemnitz–Aue–Adorf, Abschnitt Schönheide–Muldenberg – sozialhistorisches Zeugnis. Eisenbahnerwohnhaus (Doppel-Wohnhaus) einer Eisenbahnersiedlung aus ehemals fünf Wohnhäusern: Eingeschossiger Klinkerbau auf Granitsockel mit Drempelgeschoss, Rechteckfenster mit Sohlbänken, alte Fenster und Winterfenster, Fensterfaschen, traufseitig eingeschossiges Eingangshäuschen mit Pultdach und zwei Eingängen, insgesamt Satteldach (Pfettendach). | 09245442 |
| Direkt Bild zu diesem Denkmal hochladen | Eisenbahnerwohnhaus (Einzeldenkmale zu ID-Nr. 09247513) | Muldenberg, Am Bahnhof 9 (Karte)                                | 1900–1920                   | Einzeldenkmal der Sachgesamtheit Eisenbahnstrecke Chemnitz–Aue–Adorf, Abschnitt Schönheide–Muldenberg – sozialhistorisches Zeugnis. Eisenbahnerwohnhaus: Doppel-Wohnhaus einer Eisenbahnersiedlung aus ehemals fünf Wohnhäusern: Zweigeschossiges Wohnhaus, Erdgeschoss massiv, verputzt, Obergeschoss verbrettert, traufseitig eingeschossiges verbrettertes Eingangshäuschen mit Pultdach und zwei Eingängen, vielsprossiges Rundbogenfenster, Krüppelwalmdach (Pfettendach), insgesamt Rechteckfenster, Fenster erneuert. | 09245768 |

## Ausführliche Denkmaltexte
1. ↑  
Teilstück der Eisenbahnstrecke Chemnitz–Aue–Adorf zwischen Bahnhof Schönheide Ost und Bahnhof Muldenberg mit Bahnhofsanlage in 691 m Höhe gelegen: 
  - Empfangsgebäude: Zweigeschossiger Klinkerbau auf Granitsockel, Rechteckfenster mit Fensterfaschen, Satteldach (Pfettendach) mit profilierten Sparrenköpfen sowie traufseitiger Anbau mit hölzerner Bahnsteigüberdachung und angebauter Wartehalle (bei km 89,130); Bahnsteigüberdachung als Pultdach mit weitem Dachüberstand auf Holzpfeilern (mit Kopfstreben), an der Überdachung befestigte runde Bahnhofsuhr, im Erdgeschoss Fenster vergittert, im Giebeldreieck Zwillingsfenster, zwei Holztüren mit Oberlicht zur Wartehalle und am Anbau für den Fahrdienstleiter (späterer Anbau für Fahrdienstleiter besitzt keinen Denkmalwert), auf dem Bahnsteig noch erhalten: altes Stationsschild (bei km 89,100) mit der Aufschrift: „Muldenberg“, Beleuchtung (zweite Hälfte 20. Jahrhundert) erhalten (Einzeldenkmale ID-Nr. 09301758)
  - Eisenbahnerwohnhaus (Bahnmeistereiwohnhaus) einer Eisenbahnersiedlung an der Eisenbahnstrecke (Einzeldenkmal ID-Nr. 09246646)
  - Eisenbahnerwohnhaus (Doppelwohnhaus) an der Bahnstrecke (Einzeldenkmal ID-Nr. 09245442)
  - Eisenbahnerwohnhaus (Doppelwohnhaus) an der Bahnstrecke (Einzeldenkmal ID-Nr. 09245768)

und mit dem Sachgesamtheitsteil im Ort Muldenhammer, Gemarkung Hammerbrücke: 
  - Wasserhaus neben der Eisenbahnstrecke am Bahnhof Muldenberg: Zur Straße eingeschossig, massiv, verputzt, hoher Schiefersockel mit Kragsteinen, traufseitiger Eingang mit Sturz, Rechteckfenster, alte Holzfenster, Mansardwalmdach, Giebel verbrettert, Schleppgauben, zum Bach (Weiße Göltzsch) hin zweigeschossig, Erdgeschoss komplett Schiefermauerwerk, Segmentbogenfenster mit Klinkersturzbögen

weiterhin mit einzelnen Sachgesamtheitsbestandteilen in der Gemeinde Muldenhammer (OT Hammerbrücke – ID-Nr. 09247515, OT Morgenröthe-Rautenkranz – ID-Nr. 09247512, OT Tannenbergsthal – ID-Nr. 09246544), in der Stadt Auerbach/Vogtl. (OT Beerheide – ID-Nr. 09247514) sowie in der Stadt Eibenstock (OT Carlsfeld – ID-Nr. 09306076) und in der Gemeinde Schönheide (OT Wilzschhaus – ID-Nr. 08959218, OT Schönheide – ID-Nr. 08959219).
2. ↑  
Teilabschnitt Schönheide, OT Schönheide mit folgenden Einzeldenkmalen: Zwei Lokomotiven im Lokschuppen des Gleisanschlusses am Bahnhof Schönheide Ost und Bahnwärterhaus (Einzeldenkmale ID-Nr. 09302602): 
  - Lok 1 mit Baureihenbezeichnung der Deutschen Reichsbahn V 15 oder V 18
  - Lok 2 vom Typ Kö
  - Bahnwärterhaus/Postenhäuschen als eingeschossiger Typenbau über annähernd quadratischem Grundriss, flachgeneigtes Satteldach mit Dachüberstand, einfache Putzgliederung durch Rauputz mit glatt geputzten Faschen und Bändern

und mit folgenden Sachgesamtheitsteilen: Gleis-, Signal-, Sicherungs- und Fernmeldeanlagen, Bahnsteig- und Gleisfeldbeleuchtung, Streckenkilometrierung, Beschilderung, außerdem mit folgenden Bestandteilen als weitere Sachgesamtheitsteile: 
  - am Bf. Schönheide-Ost (Eibenstocker Straße 32) – zwei Prellböcke, Doppelkreuzungsweiche, handbediente Weichen mit Weichenlaternen, Fahrradschuppen, Lokschuppen (kein Denkmal)
  - bei km 71,700, km 71,985 und km 72,120 Durchlässe über einen Mühlgraben jeweils als kurze Stahlträgerbrücken
  - bei km 72,480 auf freier Strecke bei/im Gleisanschluss des ehemaligen VEB Faserplattenwerke Schönheide zwei Güterwagen
  - bei km 72,845 Bachdurchlass
  - bei km 73,200 Straßenüberbrückung
  - bei km 73,700 Bachdurchlass
  - bei km 75,045 Wegeübergang mit zwei Andreaskreuzen und Halbschrankenanlage (um 1960), Beleuchtung, Sicherungsanlagen und Postenhäuschen Nr. 74 
  - bei km 75,160 Brücke über die Zwickauer Mulde als Vollwand-Stahlträgerkonstruktion.
3. ↑  
Teilabschnitt Schönheide, OT Wilzschhaus mit den Sachgesamtheitsteilen: Gleis-, Signal-, Sicherungs- und Fernmeldeanlagen, Bahnsteig- und Gleisfeldbeleuchtung, Streckenkilometrierung und Beschilderung, außerdem mit folgenden Bestandteilen als weitere Sachgesamtheitsteile: 
  - bei km 76,870 weitere Hochbauten Bf. Schönheide-Süd/früher Bf. Wilzschhaus, zusätzlich mit Wellblechschuppen, Wagenkasten, Lokomotive und sechs Güterwaggons
  - bei km 76,920 Straßenübergang
  - bei km 77,200 Wellblechfernsprechbude
  - bei km 77,250 Durchlass eines Bahngrabens

sowie den folgenden eisenbahntechnischen Zeugnissen der verkehrshistorischen Entwicklung, mit technikgeschichtlicher, landschaftsbildprägender und lokalhistorischer Relevanz: 
  - Wellblechschuppen auf dem Bahnhofsgelände: mit gründerzeitlichen Fenstern, segmentbogigem Wellblechdach
  - Lokomotive im hölzernen Kleinlokschuppen auf dem Bahnhofsgelände: mit Baureihenbezeichnung der Deutschen Reichsbahn V15 oder V18
  - zwei normalspurige Güterwaggons als gedeckte Wagen
  - vier Schmalspur-Güterwaggons in ruinösem Zustand, ursprünglich gedeckt
  - bei km 76,920 Straßenübergang: als beschränkter Bahnübergang über zwei Gleise mit vier Schranken
  - bei km 77,200 Wellblechfernsprechbude: mit Typenschild „Gebr. Aschenbach GmbH, Eisen- und Wellblechwerke, Weidenau-Sieg“ und Bezeichnung „FO“
  - bei km 77,250 Bahngrabendurchlass aus grobem Granitquadermauerwerk
  - bei km 77,518 Brücke als genietete Stahlträgerkonstruktion mit einem Strompfeiler aus Granitquadern
4. ↑  
Einzeldenkmale der Sachgesamtheit im Teilabschnitt Schönheide, OT Wilzschhaus:
  - Bahnhofsgebäude Schönheide-Süd: Typenbau, zweigeschossiger Klinkerbau mit flachem Mittelrisalit, Deutschem Band, Sandsteinfenstergewänden, Gusssteinornament, Satteldach, rückwärtiger Anbau
  - Nebengebäude: eingeschossig, preußisches Fachwerk, Satteldach
  - Güterschuppen: lang gestreckter flacher Klinkerbau mit flachem Satteldach
  - hölzerner Draisinen-Schuppen
5. ↑  
Teilabschnitt Eibenstock, OT Carlsfeld: Gleis-, Signal-, Sicherungs- und Fernmeldeanlagen, Streckenkilometrierung, Beschilderung, und folgenden Bestandteilen als weitere Sachgesamtheitsteile:
  - bei km 75,815: Wegeübergang,
  - bei km 76,340: Bahnwärterhaus,
  - bei km 76,470: Brücke über die Zwickauer Mulde,
  - bei km 77,518: Brücke über die Zwickauer Mulde
  - bei km 77,630: Wegeübergang,
  - bei km 77,720: Bahnwärterhaus mit Wirtschaftsgebäude und Brunnen,
  - bei km 78,150: Durchlass eines Bahngrabens,
  - bei km 78,655: Durchlass eines Mühlgrabens,
  - bei km 78,825: Bahnwärterhaus mit Wirtschaftsgebäude, Fernsprechbude und Wegeübergang,
  - bei km 78,900: Wegeübergang,
  - bei km 78,935: Durchlass eines Bahngrabens,
  - bei km 79,090: Durchlass eines Bahngrabens.
6. ↑  
Teilabschnitt Muldenhammer, OT Morgenröthe-Rautenkranz, mit dem Einzeldenkmal: 
  - Bahnwärterhaus mit Schuppen (Morgenröther Straße 2) km 80,170 (Einzeldenkmal ID-Nr. 09302600)

sowie mit folgenden Sachgesamtheitsteilen:
  - bei km 79,350 Unterführung eines Wirtschaftsweges
  - bei km 79,300 Überführung über Bach oder Mühlgraben
  - bei km 79,450 und km 79,845 zwei Stationsschilder Bahnhof »Rautenkranz«
  - bei km 79,550 Seitenladerampe
  - bei km 79,850 beschrankter Überweg eines Wirtschaftsweges (Holzschranke)
  - bei km 79,920 Überführung über einen Mühlgrabens bzw. Mühlgrabendurchlass bei km 80,120
  - bei km 80,170 beschrankter Bahnübergang
  - bei km 80,210 Überführung über einen Graben
  - bei km 80,290 Brücke über die Große Pyra
  - bei km 81,150 verrohrter Durchlass
  - bei km 81,250 Wegübergang mit Andreaskreuzen.
7. ↑  
Teilabschnitt Muldenhammer, OT Tannenbergsthal, mit den Sachgesamtheitsteilen: Gleisanlagen, Signal-, Sicherungs- und Fernmeldeanlagen, Bahnsteig- und Gleisfeldbeleuchtung und Streckenkilometrierung sowie mit folgenden Bestandteilen als weitere Sachgesamtheitsteile:
  - km 81,260 Brücke über den Wiesenbach
  - km 81,500 Durchlass für einen Bahngraben
  - km 81,500 Abschnittsstein von Streckenmeisterbereichen
  - km 81,860 Beamtenwohnhaus der Bahnmeisterei (Klingenthaler Straße 60c)
  - km 81,900 Kopf- und Seitenrampe
  - km 82,1 Seitenladerampe km 82,0
  - km 82,135 Wasserstation
  - km 82,220 ehemals viergleisiger beschrankter Bahnübergang mit technischer Ausstattung
  - km 82,225 Durchlass für die Kleine Pyra
  - km 82,290 Stationsschild Bahnhof »Tannenbergsthal«
  - km 82,460 beschrankter Bahnübergang über die Auerbacher Straße mit technischer Ausstattung
  - km 82,570 Durchlass
  - km 83,0 Kilometerstein 83 km 83.
8. ↑  
Teilabschnitt Auerbach/Vogtl., OT Beerheide mit den Sachgesamtheitsteilen: Gleisanlagen, Signal-, Sicherungs- und Fernmeldeanlagen, Bahnsteig- und Gleisfeldbeleuchtung und Streckenkilometrierung, weiterhin mit folgenden Bestandteilen als Sachgesamtheitsteile:
  - bei km 84,460 Durchlass
  - bei km 84,470 Fernsprechbude Nr. 82a
  - bei km 84,620-84,660 Stahlträgerbrücke über die Zwickauer Mulde
  - bei km 85,325 Durchlass
  - bei km 85,890 Brücke über die Straße Jägersgrün-Muldenberg
  - bei km 85,890 und km 86,720 zwei Durchlässe
9. ↑  
Teilabschnitt Muldenhammer, OT Hammerbrücke: Empfangsgebäude mit Güterschuppen Bahnhof Hammerbrücke bei km 87,700 (Einzeldenkmale ID-Nr. 09302601), mit den Sachgesamtheitsteilen: Gleisanlagen, Signal-, Sicherungs- und Fernmeldeanlagen, Bahnsteig- und Gleisfeldbeleuchtung, Streckenkilometrierung und folgenden Bestandteilen als weitere Sachgesamtheitsteile:
  - bei km 85,550 Bahnübergang mit Warnanlage mit Beleuchtung
  - bei km 86,810 ungesicherter Wegübergang mit Andreaskreuzen, daneben Bahnmeisterwerkzeugkiste
  - bei km 87,260 gesicherter Bahnübergang mit Halbschrankenanlage und Beleuchtung
  - bei km 87,530 unbeschrankter Bahnübergang mit Warnblinkanlage und Beleuchtung
  - bei km 87,550 Stationsschild Bahnhof »Hammerbrücke«
  - bei km 87,800 Seitenladerampe mit Ladestraße
  - eiserne Wasserleitung parallel zur Strecke bis Bahnhof Muldenberg
10. ↑  
Teilabschnitt Muldenhammer, OT Hammerbrücke
  - bei km 85,520 Bahnwärterhaus mit Nebengebäude und Brunnen (Friedrichsgrüner Straße 80)
  - bei km 87,700 Empfangsgebäude mit Güterschuppen Bahnhof Hammerbrücke (Am Bahnhof 1)